# Fleur van Dissel
Fleur van Dissel (Eindhoven, 1962) is een Nederlands documentairemaker. Zij studeerde af aan de Kunstacademie in Utrecht en behaalde haar Master in Visual Communication aan de Hochschule der Künste in Berlijn. Ze heeft haar eigen bedrijf Fleur van Dissel Visual Communications.

## Werk in Nederland en Afrika
Van Dissel raakte als documentairemaker aanvankelijk bekend door een filmportret van haar moeder (Hi mam, VPRO 1999). In de eerste jaren werkte ze verder vooral in Nederland, onder meer voor ministeries en conferenties. Vanaf 2003 werkte Van Dissel ook in Afrika, met name in Kenia en Soedan. Zij werd op 18 januari 2008 samen met twee Duitsers opgepakt in de Keniaanse hoofdstad Nairobi. Zij werd beschuldigd van anti-regerings activiteiten, maar leek vooral te worden opgepakt omdat ze de oppositie in Kenia in beeld bracht. Van Dissel had die dag een demonstratie gefilmd. Van Dissel volgde de laatste weken oppositieleider Raila Odinga op de voet. Zij maakte in 2008 een documentaire over Odinga die kort voor de verkiezingen op de Keniaanse televisie werd vertoond. Zij werd twee dagen later, na interventie van onder andere minister van Buitenlandse Zaken Maxime Verhagen vrijgelaten. Op zondagmorgen 20 januari 2008 kwam ze aan op Schiphol.

## Documentaires
- The Making of South Sudan (2011)
- Hi Mam, (VPRO, 1999)